# Dauh Puri Klod
Dauh Puri Klod is een bestuurslaag in het regentschap Denpasar van de provincie Bali, Indonesië. Dauh Puri Klod telt 15.132 inwoners (volkstelling 2010).